# دره کجک
دره کجک (به لاتین: Darreh-ye Kajak) یک منطقهٔ مسکونی در افغانستان است که در ولایت بامیان واقع شده‌است.